# Ollie Campbell
Pas d'image ? Cliquez ici

a Compétitions nationales et continentales officielles uniquement.

b Matchs officiels uniquement.
Seamus Oliver Campbell, est né le 5 mars 1954 à Dublin (Irlande). C’est un joueur de rugby à XV sélectionné en équipe d'Irlande de 1976 à 1984 au poste de demi d'ouverture.

## En équipe nationale
Il honore sa première cape internationale le 17 janvier 1976 contre l'Australie. 
Ses exploits avec l'équipe d'Irlande sont légendaires, comme son duel avec Tony Ward pour le poste d'ouvreur. En 1979, à l'âge de 25 ans, il réalise un record irlandais en tournée en Australie quand il inscrit soixante points. 19 sont marqués lors de la partie à Brisbane ce qui, à l'époque, est le record irlandais de points marqués par un joueur dans un match contre l'Australie. 
En février 1984, il marque l'intégralité des points de l'Irlande, soit 21 points, contre l'Écosse pour réussir la Triple Couronne pour la première fois depuis 1948. 
Il obtint un total de 22 capes internationales sous le maillot vert, inscrivant 217 points. 
Ollie Campbell joue sept matches pour les Lions britanniques, trois en 1980 en Afrique du Sud et quatre tests en 1983 en Nouvelle-Zélande.

## Palmarès

### Avec l'équipe d'Irlande
- 22 sélections avec l'équipe d'Irlande
- 217 points
- Sélections par année : 1 en 1976, 2 en 1979, 4 en 1980, 5 en 1981, 4 en 1982, 4 en 1983, 2 en 1984.
- Cinq Tournois des Cinq Nations disputés avec l'Irlande : 1980, 1981, 1982, 1983, 1984 (victoire de l'Irlande en 1982).

### Avec les Lions britanniques
- 7 sélections avec les Lions britanniques.
- Sélections par année : 3 en 1980 (en Afrique du Sud rugby), 4 en 1983 (en Nouvelle-Zélande rugby).
- 26 points (1 transformation, 4 pénalités, 1 drop).